# 2CN0
El 2CN0 és un gen que codifica un complex de trombina humana recombinant amb un inhibidor dissenyat. Aquest gen és una estructura de tres cadenes, i la seva seqüència es pot trobar en dues espècies: Homo sapiens (l'espècie humana) i Hirudo medicinalis (la sangonera comuna). A la versió T2T-CHM13 de la seqüenciació del genoma humà, la cadena va ser aïllada al cromosoma 11 (Regió: [46875258 - 46896231]). Aquesta proteïna va ser depositada el 17 de maig del 2006 pels autors Hoffmann-Roder, A., Schweizer, E., Egger, J., Seiler, P., Obst-Sander, U., Wagner, B., Kansy, M., Banner, D.W. i Diederich, F.
| Informació general | Dominis de la seqüència |
| --- | --- |
| - Pes total de l'estructura: 34,8 kDa - Recompte d'àtoms: 2.789 - Recompte de residus modelats: 284 - Recompte de residus dipositats: 296 - Cadenes proteiques úniques: 3 | - Protrombina/trombina - Peptidasa S1A, família de la quimotripsina - Serina proteases, domini tripsina - Superfamília del domini de la cadena lleugera de trombina - Cadena lleugera de trombina - Peptidasa S1, clan PA |